# Обыкновенный калот
Обыкновенный калот (лат. Calotes calotes) — вид крупных ящериц из семейства агамовых.

## Описание
Общая длина достигает 65 см. Туловище сжатое, спинная чешуя большая и слабокилеватая, иногда гладкая. Особенностью обычного калота является наличие гребня, который тянется вдоль туловища. На шее гребень достаточно высокий, однако постепенно уменьшается. Конечности умеренные, третий и четвёртый пальцы почти равны, однако четвёртый палец заметно длиннее третьего пальца лапы. Имеет очень длинный и стройный хвост.
Спина имеет ярко-зелёный цвет с 5-6 белыми, кремовыми или тёмно-зелёными поперечными полосами. Часто полосы простираются и на хвост. Голова желтовато или буровато-зелёного цвета. У самцов во время спаривания голова и горло ярко-красные. Брюхо бледно-зелёное, хвост светло-коричневый. Молодые калоты беловатые с одной полосой.

## Образ жизни
Обитатель тропических лесов. Большую часть жизни проводит на деревьях. Прячется в дуплах и среди ветвей. Питается насекомыми, беспозвоночными, мелкими ящерицами.

## Размножение
Яйцекладущая ящерица. Самка откладывает до 20 яиц.

## Распространение
Вид распространён в южной Индии и на острове Шри-Ланка.